# Число перетинів (теорія вузлів)

Трилисник без симетрії 3-го порядку з позначеними перетинами

Таблиця всіх простих вузлів з сімома або менше перетинами (дзеркальні варіанти не включено)

В теорії вузлів число перетинів вузла — це найменше число перетинів на будь-який з діаграм вузла. Число перетинів є інваріантом вузла.

## Приклади
Як приклад: тривіальний вузол має нульове число перетинів, число перетинів трилисника дорівнює 3, а число перетинів вісімки дорівнює 4. Більше немає вузлів з числом перетинів 4 і менше, і є тільки два вузли з числом перетинів 5, але число вузлів з конкретними числами перетинів швидко зростає в міру зростання числа перетинів.

## Таблиці
Таблиці простих вузлів традиційно індексуються числом перетинів з додатковим описом, який саме вузол зі множини вузлів із заданим числом перетинів мають на увазі (це впорядкування не базується на будь-яких властивостях, за винятком торичних вузлів, для яких скручені вузли перелічують першими). Список починається з 31 (трилисник), 41 (вісімка), 51 52, 61, і так далі. Цей порядок істотно не змінився з часів Тейта, що опублікував таблицю 1877 року.

## Адитивність
Є дуже малий прогрес у розумінні поведінки числа перетинів під час елементарних операцій на вузлах. Велике відкрите питання — чи є число перетинів адитивним відносно операції конкатенації. Також очікується, що сателітний вузол вузла K матиме більшу кількість перетинів, ніж K, але це не доведено.
Адитивність числа перетинів конкатенації вузлів доведена для особливих випадків, наприклад, якщо початкові вузли є альтернованими  або якщо вихідні вузли є торическими. Марк Лакенбай довів, що існує константа N> 1, така що {\displaystyle {\frac {1}{N}}(\mathrm {cr} (K_{1})+\mathrm {cr} (K_{2}))\leq \mathrm {cr} (K_{1}+K_{2})}, але його метод, який використовує нормальні поверхні, не може поліпшити N до 1.

## Застосування в біоінформатиці
Є дивний зв'язок між числом перетинів вузла і фізичною поведінкою вузлів ДНК. Для простих вузлів ДНК кількість перетинів є хорошим провісником відносної швидкості вузла ДНК електрофорезу гелю агарози. Переважно, більше число перетинів призводить до більшої відносної швидкості.

## Пов'язані інваріанти
Є пов'язані поняття середнього числа перетинів і асимптотичного числа перетинів. Обидва ці поняття визначають границі стандартного числа перетинів. Є гіпотеза, що асимптотичне число перетинів дорівнює числу перетинів.
Іншими числовими інваріантами вузла є число мостів, коефіцієнт зачеплення, число відрізків і число розв'язування.